# Веллингтонский зоопарк
Веллингтонский зоопарк (англ. Wellington Zoo) — зоопарк в Веллингтоне.
Зоопарк был основан в 1906 году, когда местный цирк подарил премьер-министру Ричарду Седдону молодого льва. Седдон, прозванный местными жителями Король Дик, вскоре скончался, и лев был назван в честь него Кинг-Дик, став первым символом зоопарка. До основания Веллингтонского зоопарка некоторые животные содержались на территории Веллингтонского ботанического сада.
Зоопарк постоянно расширялся, пополняя количество видов с различных уголков Земли. Некоторые животные были рождены уже в самом зоопарке, в том числе тигры, шимпанзе и жирафы.
Зоопарк Веллингтона является полноправным членом Ассоциации зоопарков и аквариумов (ZAA). Помимо заботы о своих животных, зоопарк участвует в программах разведения как на местном, так и на международном уровне. На территории зоопарка расположена ветеринарная лечебница The Nest, предназначенная для оказания помощи раненым и больным диким животным. Рядом расположен бассейн с солёной водой, предназначенный для реабилитации раненых морских птиц. Здесь также позволяется посетителям наблюдать за работой ветеринаров.
Исторически Веллингтонский зоопарк работал под эгидой городского совета Веллингтона. Однако, в июне 2003 года зоопарк стал благотворительным фондом и теперь управляется советом из шести попечителей.
В 2023 году Веллингтонский зоопарк посетило около 260 тысяч человек. На его территории проживает более 500 особей примерно 80 видов.

## Инциденты
В 2006 году сотрудник зоопарка Боб Беннетт подвергся нападению двух львов по имени Малайка и Зулу, когда через незапертые ворота они проникли на территорию, где он раскладывал им еду. Он был спасен сотрудниками зоопарка с относительно незначительными травмами. Этот инцидент был показан в одном из эпизодов сериала «Дикие и опасные».

## Галерея

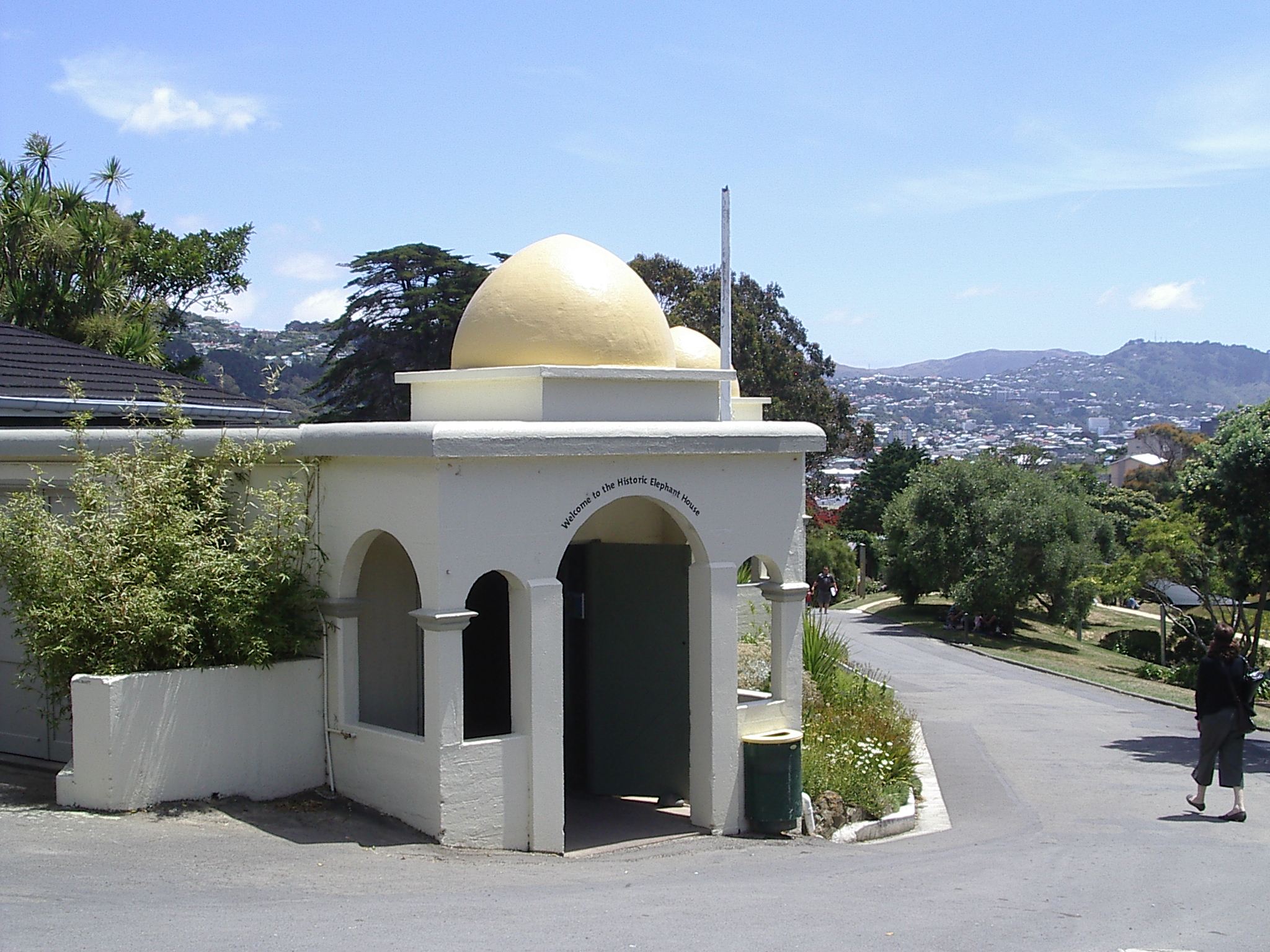
Исторический слоновый дом
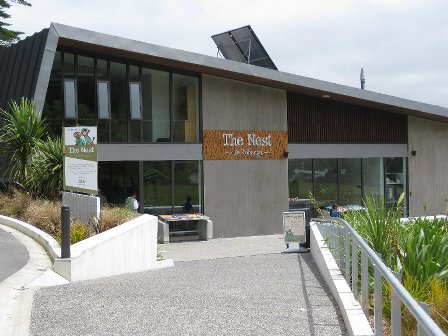
Ветеринарная лечебница на территории зоопарка
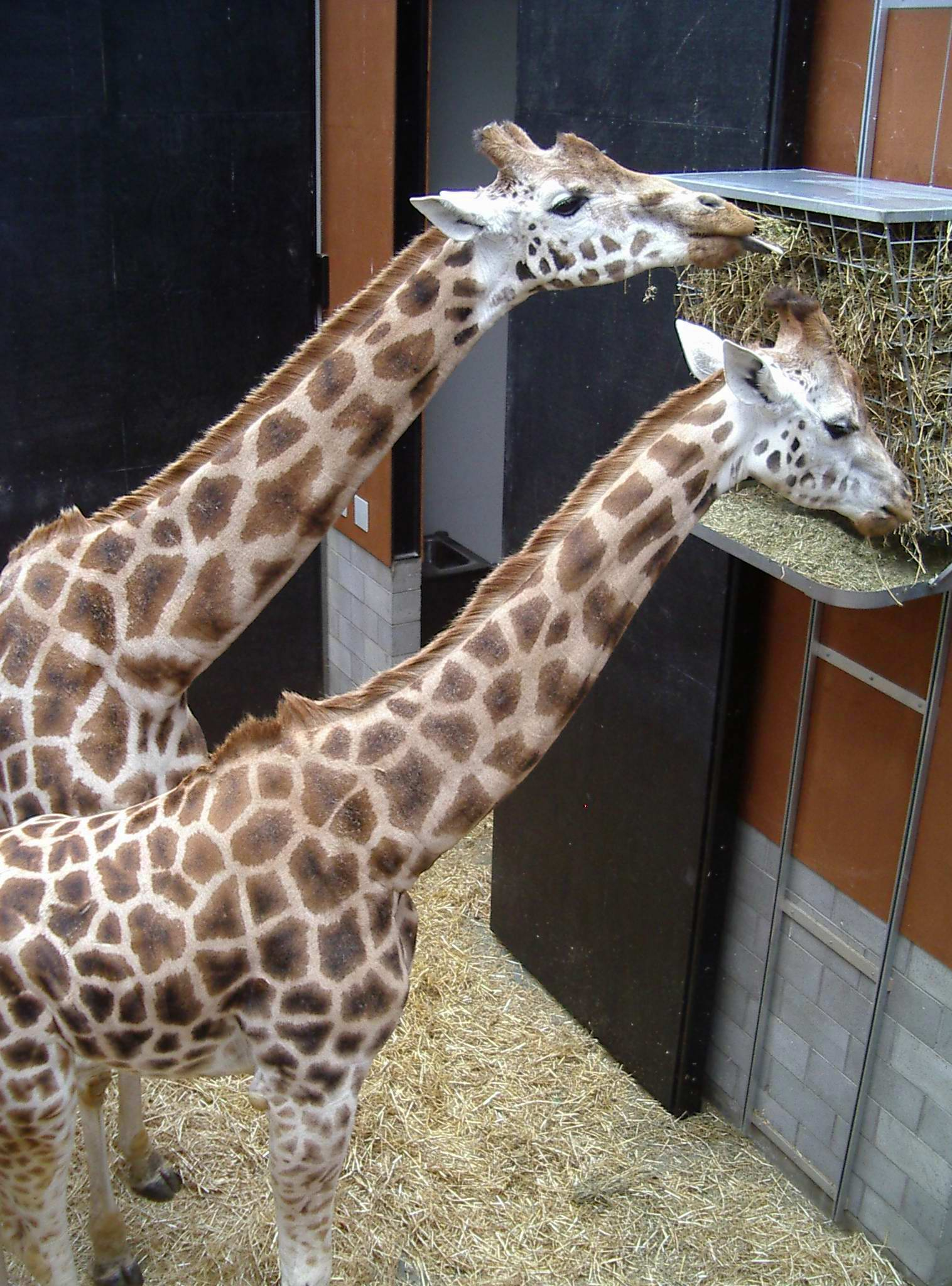
Жирафы в Веллингтонском зоопарке
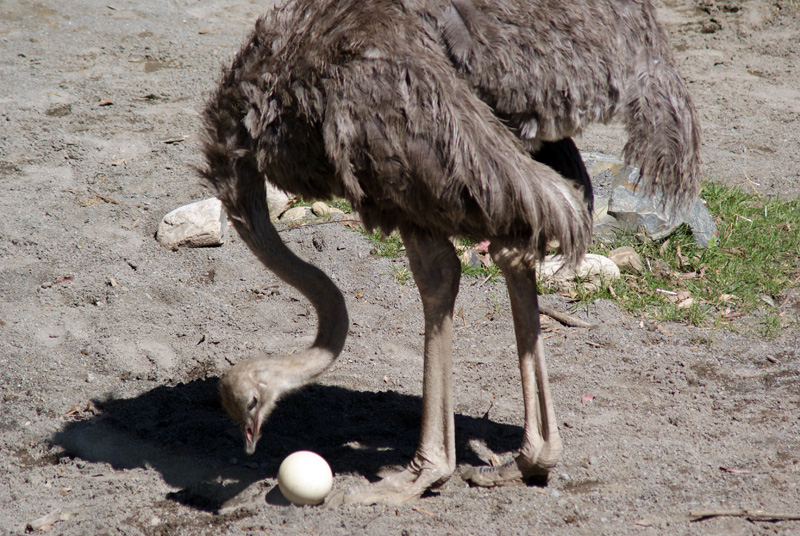
Самка африканского страуса с яйцом